# Compte d'épargne
 (janvier 2013).

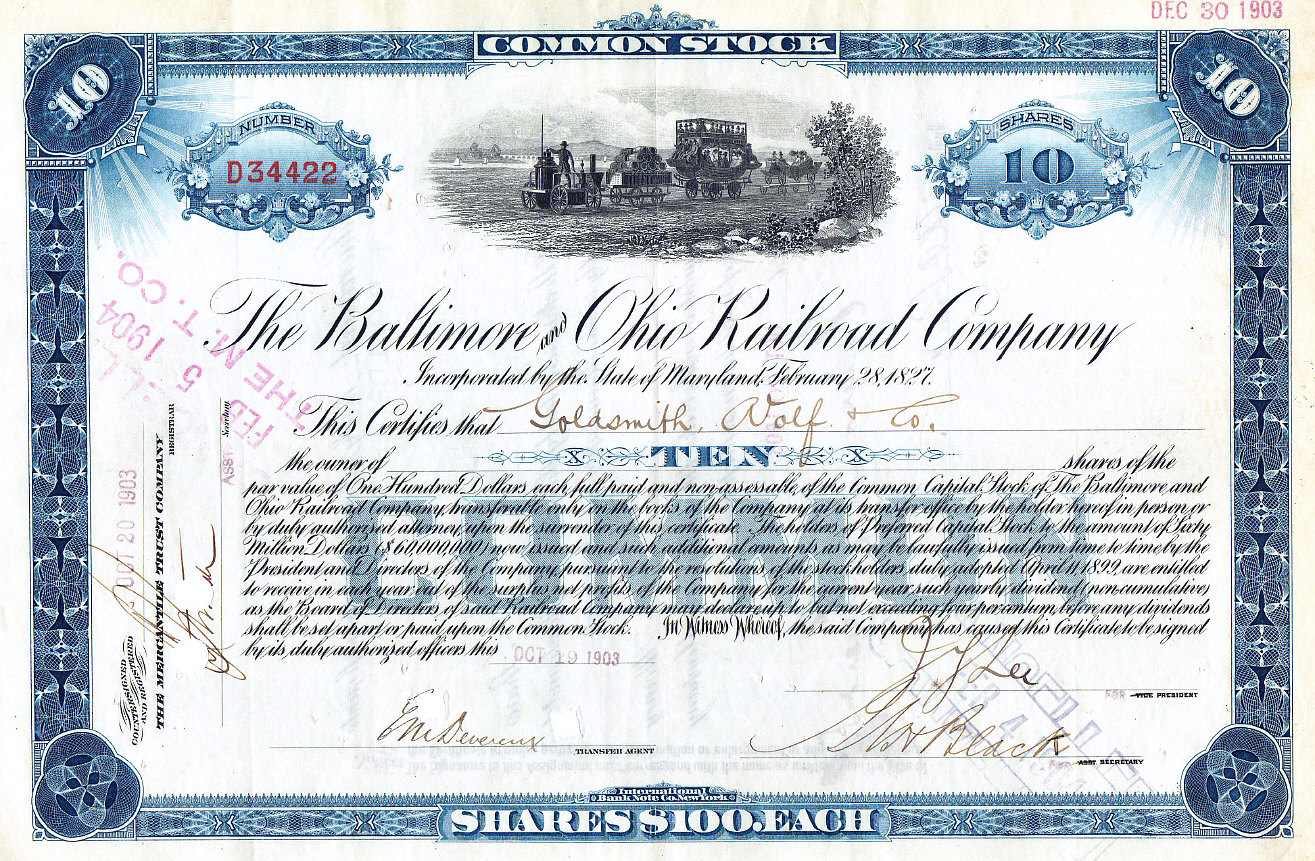
Common Stock / Mouad harrouch

Un compte d'épargne (parfois appelé compte sur livret, vu qu'il était, et est encore dans certains établissements ou pays, matérialisé par un livret détenu par l'épargnant où sont notés les dépôts, retraits et soldes) est un dépôt d'argent à vue dans une banque ou un organisme assimilé (caisse d'épargne), rapportant un intérêt (généralement annuel) et ne permettant généralement pas d'être utilisé pour effectuer directement des paiements.
Il peut être défini par ses différences :
- par rapport à un compte courant, support de moyens de paiement (chèques, cartes, virements) et ne rapportant généralement pas d'intérêt ;
- par rapport à deux autres types d'épargne, le compte à terme et le plan d'épargne, mais qui comportent une échéance, avec une pénalité en cas de retrait anticipé ;

- défiscalisé mais obéissant à certaines exigences, notamment le lieu de résidence ou un certain plafond de versements : compte épargne logement (CEL, exonéré uniquement d'impôt sur le revenu), LDDS, livret A, livret d'épargne populaire, livret jeune ;
- ordinaire (fiscalisé) : compte d'épargne bancaire ;
- En Belgique, il existe le compte d'épargne défiscalisé.

Voir à ce sujet les différents types de dépôts bancaires.

## Périodes de calcul des intérêts (en France)
Les intérêts d'un livret ou compte d'épargne sont calculés par quinzaine de jours. Il existe dans une année civile 24 quinzaines et non 26 (une quinzaine n'est donc pas égale à deux semaines). La règle étant que chaque mois comporte deux quinzaines.
Les intérêts ne sont donc calculés que deux fois par mois : le 16 du mois, et le 1er du mois suivant.
Le calcul est très simple, puisqu'il suffit de multiplier le taux du livret par le solde du livret. Comme le taux est annuel, il convient de diviser ce taux par 24 pour calculer les intérêts générés pendant une quinzaine.
Ainsi la formule est :
{\displaystyle {\text{Intérêts d'une quinzaine}}={\text{solde du livret}}\times {\frac {{\text{Taux annuel du livret}}/100}{24}}}
Le solde considéré pour le calcul est le plus bas solde du livret de la période. Ainsi si l'épargnant effectue un retrait deux jours seulement avant la fin de la quinzaine, le calcul ne portera, pour l'ensemble de la quinzaine que sur le solde calculé après le retrait.
Les comptes d'épargne permettent la capitalisation des intérêts : les intérêts d'une année civile s'ajoutent en effet au solde du compte, au début de l'année suivante.
Les intérêts produits dans une année civile sont imposables. Actuellement, en France, il faut considérer les taux suivants :
- Au titre d'impôt sur le revenu (pour l'État)[1] :
  - 24 % : prélèvement libératoire forfaitaire (PLF), sauf si l'épargnant choisit de l'intégrer à son Impôt sur le revenu, où il est alors soumis au barème progressif (de 0 à 41 % selon le contribuable). Dans ce cas, contrairement aux dividendes d'actions, aucun abattement n'est applicable sur le montant net des intérêts. À noter que le taux du prélèvement forfaitaire libératoire était de 19 % jusqu'au 31 décembre 2011.
- Au titre des prélèvements sociaux (pour la Sécurité sociale)[2] :
  - 5,4 % : prélèvement social
  - 8,2 % : contribution sociale généralisée (CSG)
  - 0,5 % : contribution pour le remboursement de la dette sociale (CRDS)
  - 0,3 % : contribution additionnelle de solidarité (mise en place en après l'épisode caniculaire de 2003),
  - 1,1 % : contribution additionnelle au Revenu de Solidarité Active,

Pour un taux global de 15,5 %. (depuis le 1er juillet 2012)